# Spoorlijn Frankfurt - Limburg

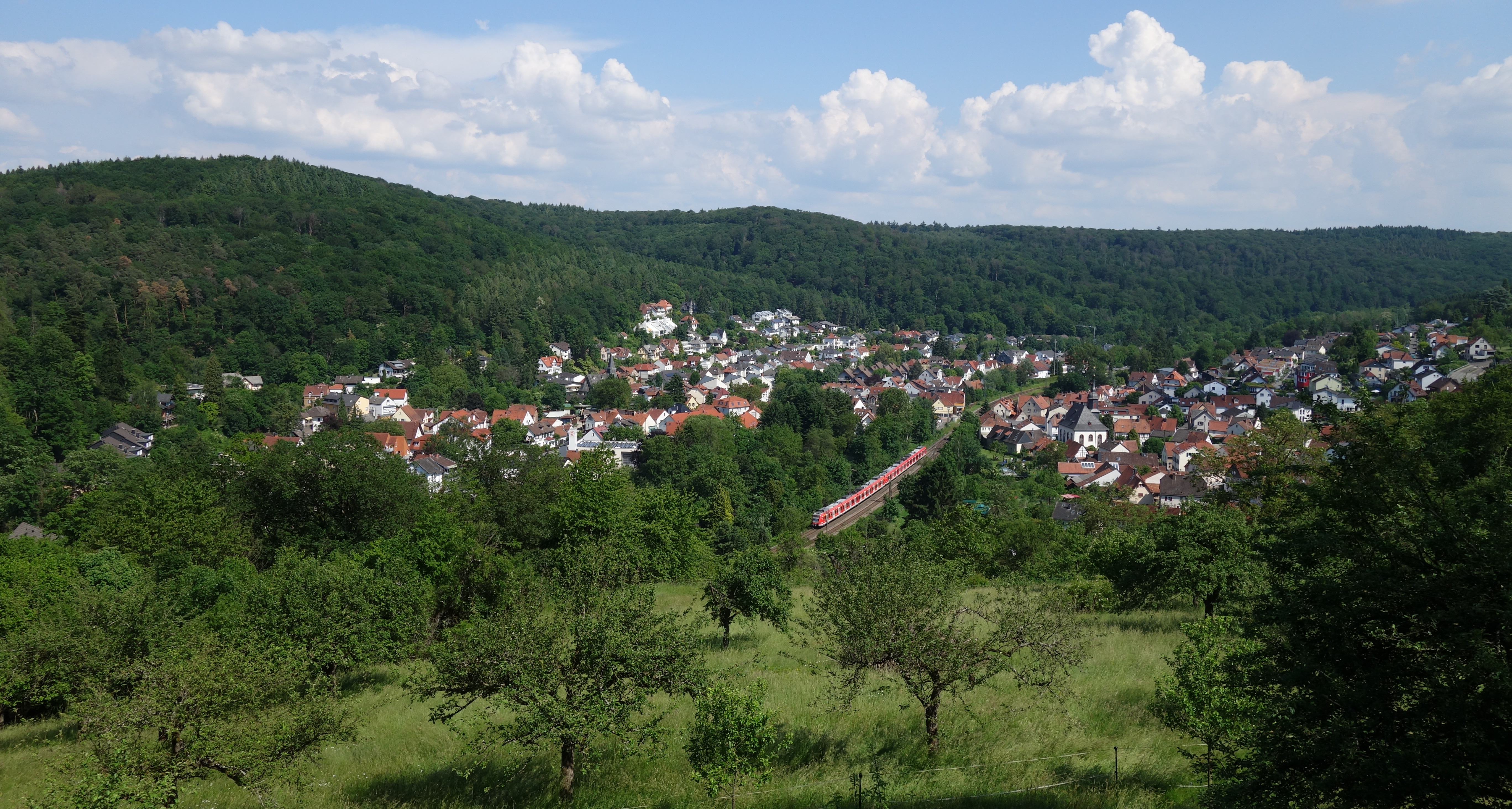
Baureihe 423 als S 2 in Lorsbach

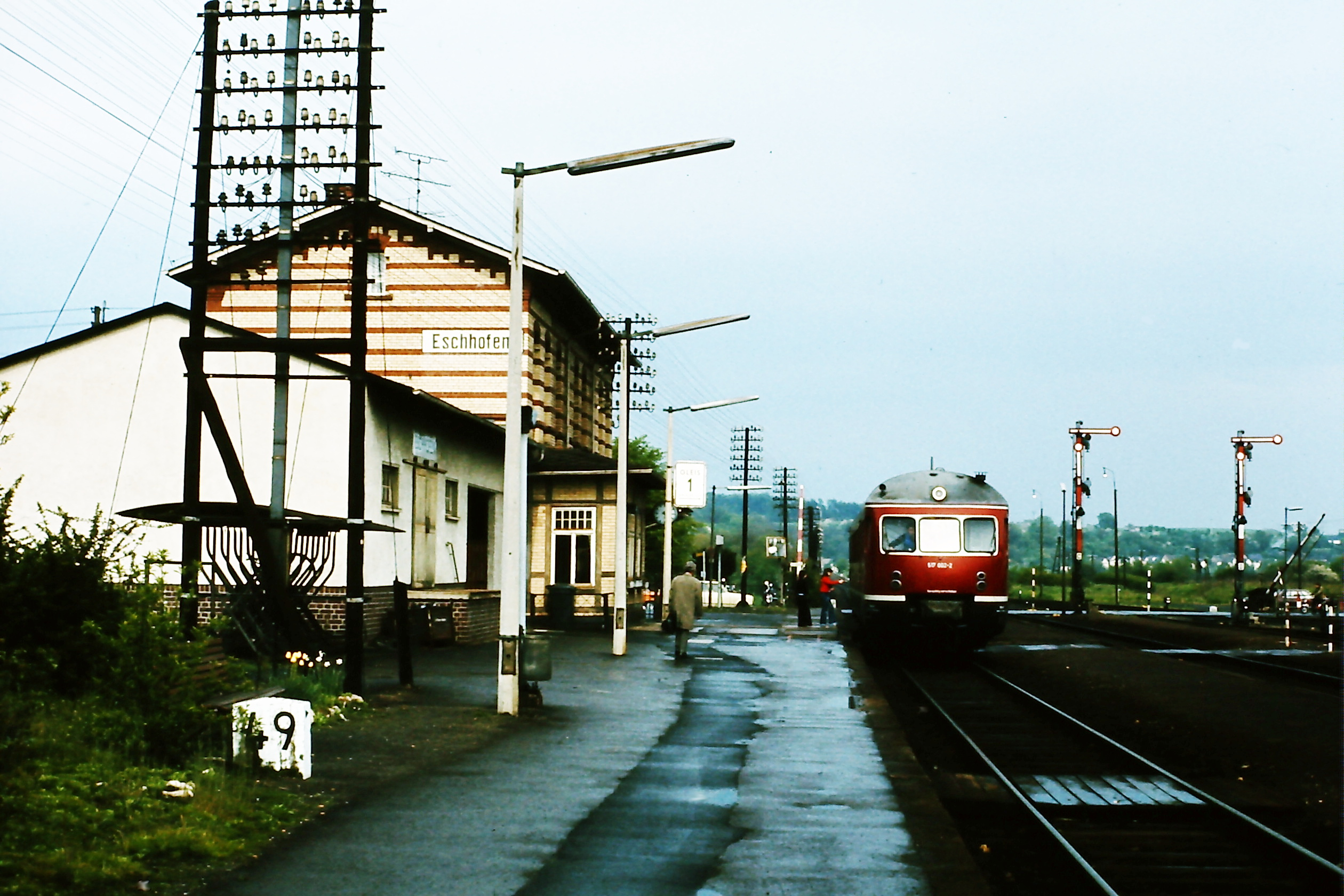
Eschhofen station

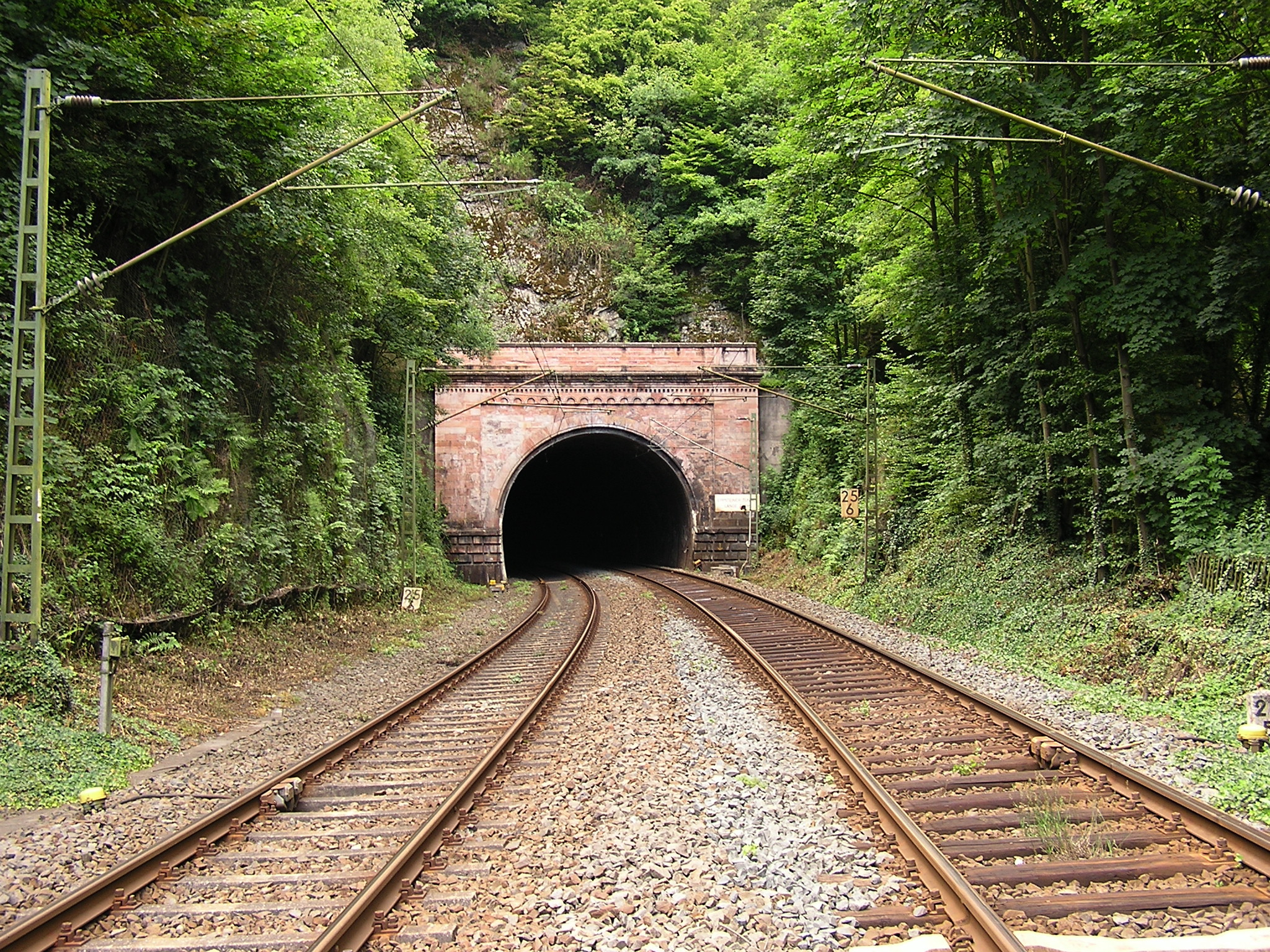
Eppsteiner tunnel

De spoorlijn Frankfurt - Limburg (a/d Lahn) ook wel Main-Lahn-Bahn of Limburger Bahn genoemd is een Duitse spoorlijn als lijn 3610 onder beheer van DB Netze tussen Frankfurt am Main Hauptbahnhof en Limburg an der Lahn.

## Geschiedenis
Het traject werd door de Hessische Ludwigsbahn (HLB) op 15 oktober 1877 geopend.

## Treindiensten

### Deutsche Bahn
De Deutsche Bahn verzorgt het personenvervoer op dit traject met RE- en RB-treinen.

### S-Bahn Rhein-Main
De treinen van de S-Bahn Rhein-Main tussen Niedernhausen en Frankfurt maken gebruik van dit traject.
- S1 Wiesbaden ↔ Rödermark-Ober-Roden: Taunusbahn - Main-Lahn-Bahn - Citytunnel - Rodgaubahn
- S2 Niedernhausen ↔ Dietzenbach Bf: Main-Lahn-Bahn - Citytunnel - Rodgaubahn

## Aansluitingen
In de volgende plaatsen was of is er een aansluiting van de volgende spoorwegmaatschappijen:

### Frankfurt am Main

#### Frankfurt am Main Hauptbahnhof
- Taunusbahn spoorlijn tussen Frankfurt am Main en Wiesbaden
- Mainbahn spoorlijn tussen Mainz en Frankfurt am Main
- Main-Neckar-Eisenbahn spoorlijn tussen Frankfurt am Main en Heidelberg
- Main-Weser-Bahn spoorlijn tussen Kassel Hbf en Frankfurt am Main
- Riedbahn spoorlijn tussen Frankfurt am Main en Mannheim / Worms / vroeger ook naar Darmstadt
- Kinzigtalbahn spoorlijn tussen Fulda en Frankfurt am Main
- Homburger Bahn spoorlijn tussen Frankfurt am Main via (Bad) Homburg naar Friedberg en Friedrichsdorf
  - Spoorlijn Friedberg - Friedrichsdorf spoorlijn tussen Friedberg en Friedrichsdorf
- Königsteiner Bahn spoorlijn tussen Frankfurt-Höchst en Königstein im Taunus
- Kronberger Bahn spoorlijn tussen Frankfurt-Rödelheim en Kronberg im Taunus
- Limesbahn spoorlijn tussen Bad Soden am Taunus en Niederhöchstadt
- Sodener Bahn spoorlijn tussen Frankfurt-Höchst en Bad Soden am Taunus
- Taunusbahn spoorlijn tussen Frankfurt am Main en Brandoberndorf
- Friedberg - Friedrichsdorf spoorlijn tussen Friedberg (Hessen) en Friedrichsdorf (Taunus)
- Niddertalbahn spoorlijn tussen Frankfurt am Main en Lauterbach Nord
- Frankfurt-Hanauer Eisenbahn spoorlijn tussen Frankfurt am Main en Hanau
- Dreieichbahn spoorlijn tussen Dreieich-Buchschlag en Dieburg
- Odenwaldbahn spoorlijn tussen Darmstadt / Hanau en Eberbach am Neckar
- S-Bahn Rhein-Main treindienst rond Frankfurt am Main
- Stadtwerke Verkehrsgesellschaft Frankfurt am Main mbH (VGF) stadstram en U-Bahn in Frankfurt en Offenbach

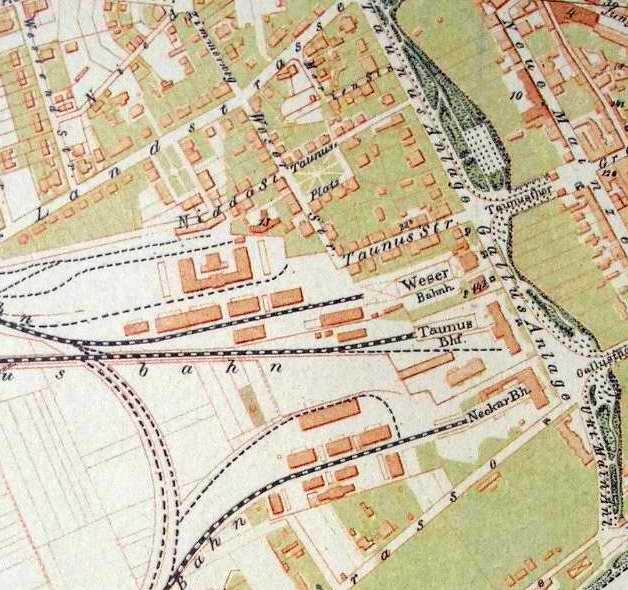
De Taunusbahnhof in Frankfurt en de andere stations rond 1860

#### Frankfurt am Main Main-Weser-Bahnhof
- Main-Weser-Bahn spoorlijn tussen Frankfurt am Main en Kassel

#### Frankfurt am Main Taunusbahnhof
- Taunus-Eisenbahn spoorlijn tussen Frankfurt am Main en Wiesbaden

#### Frankfurt am Main Main-Neckar-Bahnhof
- Main-Neckar-Bahn spoorlijn tussen Frankfurt am Main en Heidelberg

### Frankfurt-Höchst
- Taunus-Eisenbahn spoorlijn tussen Frankfurt am Main Hauptbahnhof (vroeger Taunusbahnhof (Frankfurt)) en Wiesbaden Hauptbahnhof (vroeger Taunusbahnhof (Wiesbaden))
- Main-Lahn-Bahn spoorlijn tussen Frankfurt am Main en Limburg an der Lahn
- Königsteiner Bahn spoorlijn tussen Frankfurt-Höchst en Königstein im Taunus
- Sodener Bahn spoorlijn tussen Bad Soden en Frankfurt-Höchst

### Limburg an der Lahn
- Lahntalbahn spoorlijn tussen Koblenz en Witzlar
- Oberwesterwaldbahn spoorlijn tussen Limburg an der Lahn en Altenkirchen
- Unterwesterwaldbahn spoorlijn tussen Limburg an der Lahn en Siershahn

## Elektrische tractie
Het traject werd geëlektrificeerd met een spanning van 15.000 volt 16⅔ Hz wisselstroom.